# Parainesis restricta
Parainesis restricta is een vlinder uit de familie van de spinneruilen (Erebidae). De wetenschappelijke naam van deze soort werd voor het eerst voorgesteld als Ilema elegans restricta door George Francis Hampson in een publicatie uit 1910.
Deze soort komt voor in Zambia, Malawi, Mozambique en Zimbabwe.